# François Hartog
François Hartog (1946) é um historiador francês especializado em Historiografia grega, Historiografia romana e Historiografia Moderna. Professor da Escola de Estudos Avançados em Ciências Sociais (EHESS), na França, estudou na Escola Normal Superior de Paris. Suas principais áreas de pesquisa são História Intelectual da Grécia Antiga, Historiografia e Temporalidade. 
Autor de uma série de livros publicados na França e traduzidos ao redor do mundo, Hartog tem promovido uma série de reflexões acerca da noção de regime de historicidade contribuído também para as análises em outras áreas da historiografia como a História Contemporânea e a História do Tempo Presente, em especial pela sua noção de presentismo enquanto um regime de historicidade. Hartog entende o regime de historicidade como uma ferramenta heurística para compreensão das relações desenvolvidas pelas sociedades ocidentais com as dimensões temporais passado, presente e futuro.

## Principais Obras Publicadas

### Na França
- 1980: Le Miroir d'Hérodote. Essai sur la représentation de l'autre
- 1988: Le xixe siècle et l'histoire. Le cas Fustel de Coulanges
- 1996: Mémoire d'Ulysse : récits sur la frontière en Grèce ancienne
- 1998: Pierre Vidal-Naquet un historien dans la cité (juntamente a Alain Schnapp e Pauline Schmitt-Pantel)
- 2001: Les Usages politiques du passé (juntamente a Jacques Revel)
- 2003: Régimes d'historicité. Présentisme et expériences du temps
- 2005: Anciens, modernes, sauvages
- 2005: Évidence de l'histoire. Ce que voient les historiens
- 2007: Vidal-Naquet, historien en personne
- 2013: Croire en l'histoire
- 2015: Partir pour la Grèce
- 2017: La nation, la religion, l'avenir : Sur les traces d'Ernest Renan

### No Brasil
- 1999: O espelho de Heródoto: ensaio sobre a representação do outro
- 2001: A história de Homero a Santo Agostinho.
- 2003: Os antigos, o passado e o presente (Coletânea organizada por José Otávio Guimarães)
- 2003: O século XIX e a história: o caso Fustel de Coulanges
- 2004: Memória de Ulisses: narrativas sobre a fronteira na Grécia antiga
- 2011: Evidência da história: o que os historiadores veem
- 2013: Regimes de historicidade: presentismo e experiências do tempo
- 2017: Crer em História